# Lotte Roth-Wölfle
Charlotte Roth-Wölfle (* 18. März 1912 in Freising; † 29. April 2011) war eine deutsche Antiquarin. Sie galt als eine der einflussreichsten deutschen Antiquarinnen nach 1945.

## Leben

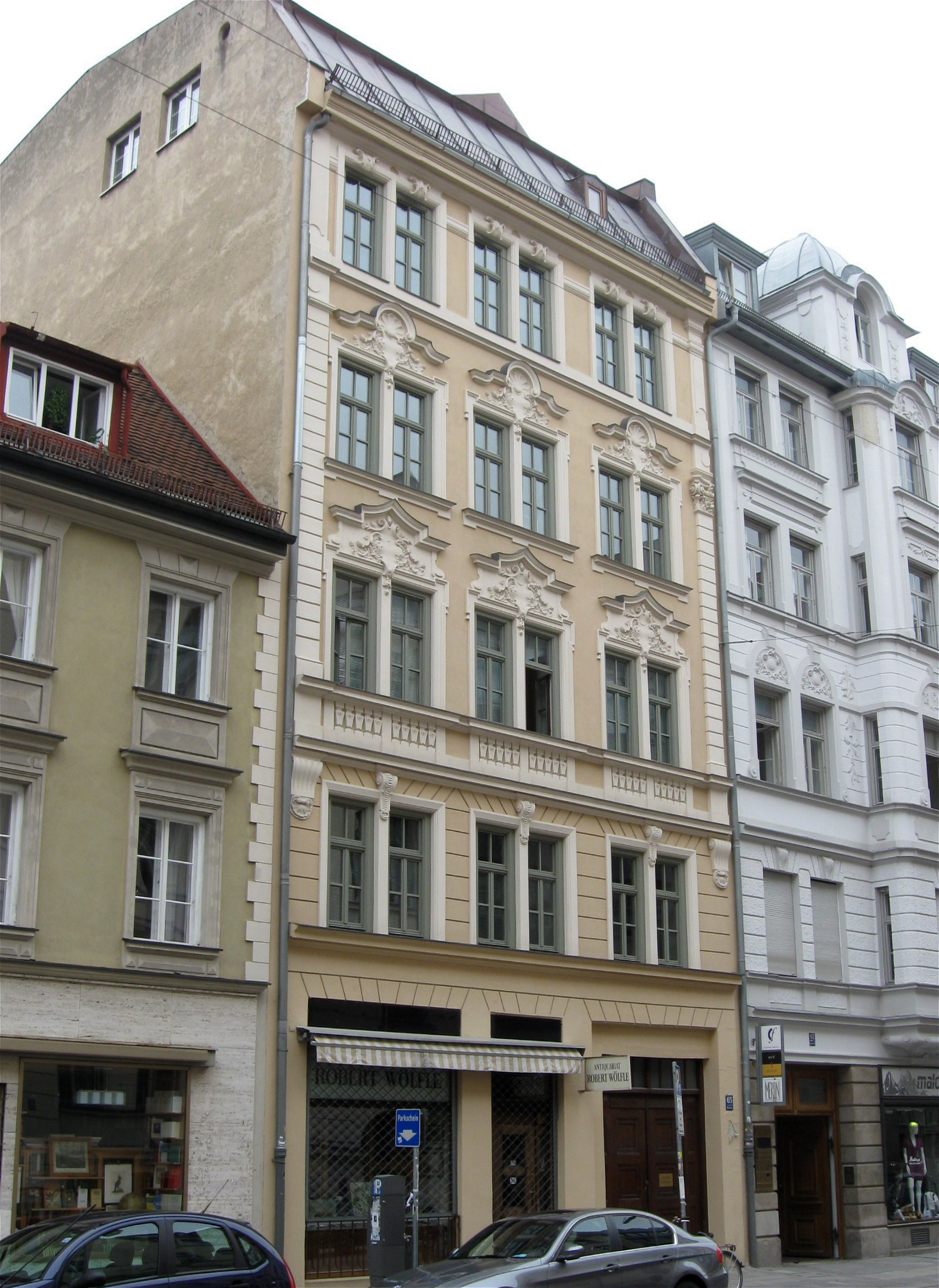
Das Antiquariat Wölfle im Erdgeschoss des Hauses Amalienstraße 65 in München

Charlotte Roth-Wölfle zog mit ihrer Familie 1928 nach München. Nach der Lehre im väterlichen Antiquariat begann sie nach einer Begabtenprüfung Zeitungswissenschaft, Volkswirtschaft und Geschichte zu studieren. Nachdem sie zuvor von Frühjahr 1938 bis Ende 1942 beim Antiquariat August Hase in Frankfurt am Main tätig gewesen und 1943 an der Universität München mit einer zeitungshistorischen Arbeit über Beiträge zu einer Geschichte der deutschen Zeitungstypographie von 1609 bis 1938. Versuch einer Entwicklungsgeschichte des Umbruchs mit summa cum laude bei Karl d´Ester promoviert worden war, übernahm sie in der Nachfolge ihres 1943 verstorbenen Vaters Robert Wölfle als Mitinhaberin und -leiterin das älteste Buch- und Kunstantiquariat der Stadt in der Münchner Amalienstraße 65, das sie zusammen mit ihrer älteren Schwester Gertrud Wölfle führte. 
Im Februar 1943 heiratete sie Anton Roth, der zu jener Zeit Stabsarzt war, in dessen Urlaub von der Ostfront.
Von 1957 bis 1992 war sie im Vorstand und in Ausschüssen für die von Otto Bernheimer gegründete „Deutsche Kunst- und Antiquitätenmesse“ im Haus der Kunst (später „Kunst-Messe München“) tätig. Sie wirkte von 1973 bis 1978 ehrenamtlich im Vorstand der Arbeitsgemeinschaft Antiquariat im Börsenverein des Deutschen Buchhandels. Der 1926 von Anton Maximilian Pachinger gegründeten „Freie gesellige Vereinigung Die Mappe“ stand sie bis zu ihrem Tod als Präsidentin vor.

## Ehrungen
- 1982: Medaille „München leuchtet – Den Freunden Münchens“
- 1983: Verdienstkreuz 1. Klasse der Bundesrepublik Deutschland
- 2005: Bayerischer Poetentaler[2]
- Ehrenmitglied des Verbandes Deutscher Antiquare[3]

## Schriften (Auswahl)
- Beiträge zu einer Geschichte der deutschen Zeitungstypographie von 1609–1938. Versuch einer Entwicklungsgeschichte des Umbruchs; Inaugural-Dissertation 1943.
- Barocke Zeitungen. Entwicklungsstufen der Zeitungstypographie des 17. Jh. In: Beiträge zur Zeitungswissenschaft. Festgabe für Karl d'Ester zum 70. Geburtstage von seinen Freunden und Schülern., Münster: Aschendorff 1952, S. 173–181.
- Christine Pressler u. a. (Hg.): Bücher, Blätter, Bibliotheken: Schriften einer Antiquarin, München: R. Wölfle 1982.
- Die Münchner Freie Gesellige Vereinigung "Die Mappe" 1926–1990, München: Wölfle 1990.
- Der "Musenhof" der Franziska von Hohenheim. In: Imprimatur: ein Jahrbuch für Bücherfreunde, Bd. N.F. 14  (1991), S. 177–189.
- Alphons Woelfle: 1884–1951; Illustrator und Buchkünstler; Leben und Werk, München: Robert Wölfle 1998.
- Mirakelbücher aus bayerischen Wallfahrtsstätten. In: Aus dem Antiquariat (1999), H. 6, S. A 327/332.
- BücherLeben, Folge 1: Biographisches und Berufliches: Erinnerungen einer Antiquarin. In: Aus dem Antiquariat (2002), H. 4, S. A202–A214.